# Massaker von Cantaura
Das Massaker von Cantaura war ein Vorfall, bei dem die venezolanischen Militärs am 4. Oktober 1982 die Guerilla-Gruppe "Américo Silva" in der Nähe von Cantaura, im Bundesstaat Anzoátegui, angriffen.
Diese Operation wurde von bestimmten Linkssektoren als Massaker bezeichnet. 23 der 41 Guerilla-Kämpfer kamen dabei ums Leben. Manche sollen erst getötet worden sein, als sie schon gefangen genommen waren.
Im September 2010 wurde Róger Cordero Lara, einer der Militärs, die am Massaker beteiligt waren,  als Kandidat der PSUV und mit Unterstützung der Kommunistischen Partei Venezuelas gewählt. Die NGO Provea hat darauf reagiert und die Aufhebung der Immunität Corderos beantragt.